# Протасовское сельское поселение (Лямбирский район)
Протасовское се́льское поселе́ние — муниципальное образование в Лямбирском районе Мордовии Российской Федерации.
Административный центр — село Протасово.

## История
Статус и границы сельского поселения установлены Законом Республики Мордовия от 28 декабря 2004 года № 122-З «Об установлении границ муниципальных образований Лямбирского муниципального района, Лямбирского муниципального района и наделении их статусом сельского поселения и муниципального района».
Законом от 17 мая 2018 года N 34-З Михайловское сельское поселение и сельсовет были упразднены, а входившие в их состав населённые пункты были включены в состав Протасовского сельского поселения и сельсовета с административным центром в селе Протасово.

## Население
| 2002 | 2010 | 2012 | 2013 | 2014 | 2015 | 2016 |
| ---- | ---- | ---- | ---- | ---- | ---- | ---- |
| 471  | ↘405 | ↘401 | ↗409 | ↘390 | ↗403 | ↘401 |
| 2017 | 2018 | 2019 | 2020 | 2021 |      |      |
| ↗412 | ↗421 | ↗696 | ↘660 | ↗685 |      |      |

## Состав сельского поселения
| № | Населённый пункт | Тип населённого пункта       | Население |
| - | ---------------- | ---------------------------- | --------- |
| 1 | Анучино          | деревня                      | ↘4        |
| 2 | Белотроицкий     | посёлок                      | →14       |
| 3 | Воротники        | деревня                      | ↗19       |
| 4 | Михайловка       | село                         | ↗256      |
| 5 | Монастырская 2-я | деревня                      | ↘23       |
| 6 | Протасово        | село, административный центр | ↘368      |
| 7 | Романовка        | деревня                      | ↘9        |
| 8 | Чапаево          | деревня                      | ↗5        |